# ハーパーコリンズ
ハーパーコリンズ（英語: HarperCollins）は、アメリカ合衆国の出版社。ニューズ・コープの子会社であり、ニューヨーク州ニューヨーク市に本部を置く。
イギリスのウィリアム・コリンズ・サンズ&カンパニーとアメリカ合衆国のハーパー&ロウが買収されたのちに合併して誕生した
CEOは Brian Murray。様々なインプリントで出版を行っており、辞典 (Collins English Dictionary) でも有名。英語圏では5大出版社の一角として知られ、2015年のアメリカ合衆国の書籍出版市場で17.5%のシェアを占める。

## 歴史

### 旧コリンズ
コリンズは元々はスコットランドの印刷会社で、1819年、グラスゴーの長老派教会の教師ウィリアム・コリンズが、同じくグラスゴーの Tron Church の聖職者トーマス・チャーマーズの弟チャールズ・チャーマーズと共に創設した。創業当時には幾多の困難があり。1825年にはチャールズ・チャーマーズが会社を残して亡くなった。1841年には聖書の印刷で成功を収め、コリンズの息子でグラスゴー市長となったウィリアム・コリンズ（父と同名）が1848年に同社を宗教や教育関連の本に特化した出版社とした。1868年には社名を William Collins, Sons and Co Ltd. とした。
当初は宗教関係と教育関係の本の出版が中心だったが、他の分野の出版も手がけていった。1917年には小説の出版も始めた。例えば、アガサ・クリスティの小説は初期の6作を除いた全作品を出版している。C・S・ルイスの作品の出版権を獲得すると、宗教出版のインプリントとして Fount を創設した。
コリンズは若者向けの多数の本を出版するようになり、総合的な出版社となっていった。1970年代後半には、アメリカのジュブナイル小説シリーズである Hardy Boys と Nancy Drew シリーズをイギリスで出版した。これらは当初アメリカでの判型を踏襲してダイジェスト判（約19×14cm）のハードカバーで出版された。すぐにインプリントである Armada Books がペーパーバック版も出版したが、アメリカでの順序とは異なる順序で出版した。Armada Books は他にも Three Investigators、Biggles、Billy Bunter、くまのパディントンといった類似のシリーズも出版し、イーニッド・ブライトン、Malcolm Saville、Diana Pullein-Thompson といった著名な作家の作品も出版した。
1989年、ルパート・マードックのニューズ・コープがコリンズを買収した。

### 旧ハーパー
ジェームズとジョン・ハーパー兄弟がJ. & J. Harperの名称で1817年に創業し、1825年にはニューヨークで最大の出版社となった。その後、弟2人が新たに参画して計4兄弟で経営にあたったことから、1833年にHarper & Brothersに改称している。
1800年から1860年代までの米国は「海賊版出版時代」(The Great Age of Piracy) と呼ばれ、国際著作権法の未整備を背景に、米国内では米国外の著作物が盛んに無断・無料で複製されていた。この間、国際著作権保護の改正案が連邦議会に提出されるも廃案が続いたが、1870年代後半にハーパーが支持に転じたことを契機に同業他社が追従し、1891年に国際著作権改正法が米国で成立することとなった。
1962年にはRowと合併してHarper & Rowが誕生し、1987年に同社はニューズ・コーポレーションによって買収された。

### 合併後
コリンズとハーパーが1990年に合併してハーパーコリンズとなった。
collins はインプリントの名称として残っており、主に野生動物や博物学の本（New Naturalist シリーズなど）やフィールドガイド、英語と他の言語の翻訳のための辞典を出版している（現代英語の語彙を集めた Bank of English というコーパスに基づいている）。
1999年、ニューズ・コーポレーションは William Morrow & Company と Avon Books で構成される Hearst Book Group を買収した。
2007年、ハーパーコリンズは Stranger Than... という示唆に富んだノンフィクションシリーズを出版した（『ワイルド・スワン』、『アンジェラの灰』など）。
2014年5月、ニューズ・コーポレーションがハーレクインを買収、ハーパーコリンズの一部門となる。
2015年7月、ハーレクインの日本法人である株式会社ハーレクインが株式会社ハーパーコリンズ・ジャパンに社名変更し、ハーパーコリンズから出版された小説も同社から出版される予定。

### HarperCollins Children's Books
ハーパーの児童書部門を1940年から1973年まで指揮した伝説的編集者アーシュラ・ノードストロームは、『おやすみなさい、おつきさま』、『かいじゅうたちのいるところ』、『おおきな木』、『シャーロットのおくりもの』、ビバリー・クリアリーのラモーナシリーズ、『はろるどとむらさきのくれよん』といった作品を世に送り出した。1998年、ノードストロームの書簡集 Dear Genius: The Letters of Ursula Nordstrom が Charlotte Zolotow の編集により出版された（イラストはモーリス・センダック）。Zolotow はノードストロームの速記者として仕事を始め、ノードストロームの養女となり、80冊以上の本を書き、ノードストロームの The Secret Language やポール・フライシュマンの作品など数百冊の本を編集した。Zolotow はハーパーコリンズの児童書部門の責任者となり、後に同社初の女性副社長となった。

### HarperStudio
2008年にハーパーコリンズが新設した HarperStudio は「実験的な部門で……従来からの著者との利益配分方式を排除する。これまでの利益配分方式は出版社にとっても著者にとっても有益なものとは言えなかった。HarperStudioが採用する方式は、前払い金をごく小額または廃止し、利益の50%を著者に提供するものである（従来は一般に15%だった）」この部門を指揮するのは Robert S. Miller で、ウォルト・ディズニー・カンパニーの成人向け書籍出版部門 Hyperion の創設者である。

### Webの活用
書籍の拡販とオンライン販売も視野に入れて、ハーパーコリンズは同社のウェブサイトで購入前に書籍の一部を閲覧できる機能を提供している。このような手法をとっている出版社は、オンライン書籍がNapsterのような方式で利用されるのではないかという懸念を持っている。さらに書籍の抜書きは携帯電話からも閲覧可能となっている。

## 著名な作家や作品
HarperCollins
- ジョージ・マイケルの自伝を2008年に出版。「イギリス出版史上最大の出版契約」と評されていた。
- エアロスミスのボーカルであるスティーヴン・タイラーの自伝を2008年後半に出版した[15]。

HarperCollins Children's Books
- レモニー・スニケットの『世にも不幸なできごと』
- ニール・ゲイマン
- ジェイミー・リー・カーティス

Ecco
- Edith Grossman の新訳による『ドン・キホーテ』を2003年出版した。

## インプリント
ハーパーコリンズには30以上のインプリントがあり、その多くはアメリカ合衆国を本拠地としている。
| - Angus & Robertson - Amistad - Angry Robot - Avon - Avon Red - Avon A - Balzer + Bray - Caedmon - Collins - Collins Design - Collins Education - Collins Geo - Ecco - Eos - Fourth Estate - Greenwillow Books - HarperBuisness Essentials - HarperCollins Children's Audio - HarperCollins Children's Books - HarperCollins Speakers Bureau - HarperFestival - Harper Paperbacks - Harper Perennial - Harper Perennial Modern Classics - HarperPress | - HarperAudio - HarperCollins - HarperCollins e-Books - HarperElement - HarperEntertainment - HarperLuxe - HarperOne - HarperTeen - HarperTorch - HarperTrophy - HarperTrue - HarperSanFrancisco - HarperSport - HarperVoyager - Julie Andrews Collection - Katherine Tegen Books - Morrow Cookbooks - Rayo - Voyager - Walden Pond Press - William Morrow - Zondervan |

## ハーパーコリンズ・ジャパン
ニューズ・コープ傘下のハーパーコリンズ・パブリッシャーズの日本法人の株式会社ハーパーコリンズ・ジャパンは、東京都千代田区に本社を置き出版事業を行っている。

### 沿革
- 1988年11月 - ハーレクイン (出版社)の出資により株式会社ハーレクインとして設立。
- 2005年7月 - 株式会社パピレスと提携し、紙書籍と電子書籍の同時発売を開始。
- 2008年4月 - ソフトバンククリエイティブ（現・SBクリエイティブ）と共同で電子コミック配信を開始[17]。
- 2015年7月 - 株式会社ハーパーコリンズ・ジャパンに社名変更[18]。

### 書籍
- ハーパーBOOKS
- ハーレクイン・シリーズ
- ハーレクイン文庫
- ハーレクインMIRA文庫
- ハーレクインコミックス
  - ハーレクインコミックス・キララ
  - ハーレクインコミックス・ダイヤ
  - ハーレクインコミックス・パール
  - ハーレクインコミックス・クラウン
- 乙女ドルチェ・コミックス
- ヴァニラ文庫
- ルネッタブックス
- ルネッタコミックス
- マーマレード文庫
- マーマレードコミックス
- プティルコミックス
- プティルノベルス
- プティルブックス

### 雑誌
- ハーレクイン
- ハーレクインオリジナル
- 別冊ハーレクイン
- 増刊ハーレクイン
- ハーモニィ